# Хорошевская (Архангельская область)
Хорошевская — деревня в Вельском районе Архангельской области. Входит в состав Муниципального образования «Усть-Вельское». В деревне расположен единственный в Архангельской области и старейший в России Хорошевский коневодческий комплекс, в настоящее время подразделение АО «Агрофирма «Вельская», а в прошлом госконюшня «Архангельская» с ипподромом, созданная в 1943 году по приказу маршала Семёна Михайловича Будёного.

## География
Деревня расположена в южной части Архангельской области, в таёжной зоне, в пределах северной части Русской равнины, в 2 километрах на запад от города Вельска, на левом берегу реки Вель притока Ваги. Ближайшие населённые пункты: на западе примыкает деревня Ежевская, на юго-востоке, на противоположенном берегу реки, город Вельск.
Часовой пояс
Хорошевская, как и вся Архангельская область, находится в часовой зоне МСК (московское время). Смещение применяемого времени относительно UTC составляет +3:00.

## Население
| 2002 | 2010 | 2012 | 2014 |
| ---- | ---- | ---- | ---- |
| 210  | ↘187 | ↗212 | →212 |

## История
Указана в «Списке населённых мест по сведениям 1859 года» в составе Вельского уезда(1-го стана) Вологодской губернии под номером «2242» как «Хорошевское». Насчитывала 8 дворов, 22 жителя мужского пола и 20 женского.
В материалах оценочно-статистического исследования земель Вельского уезда упомянуто, что в 1900 году в административном отношении деревня входила в состав Вознесенского сельского общества Устьвельской волости. На момент переписи в селении Хорошево находилось 8 хозяйств, в которых проживало 36 жителей мужского пола и 28 женского.